# Caccobius vulcanus

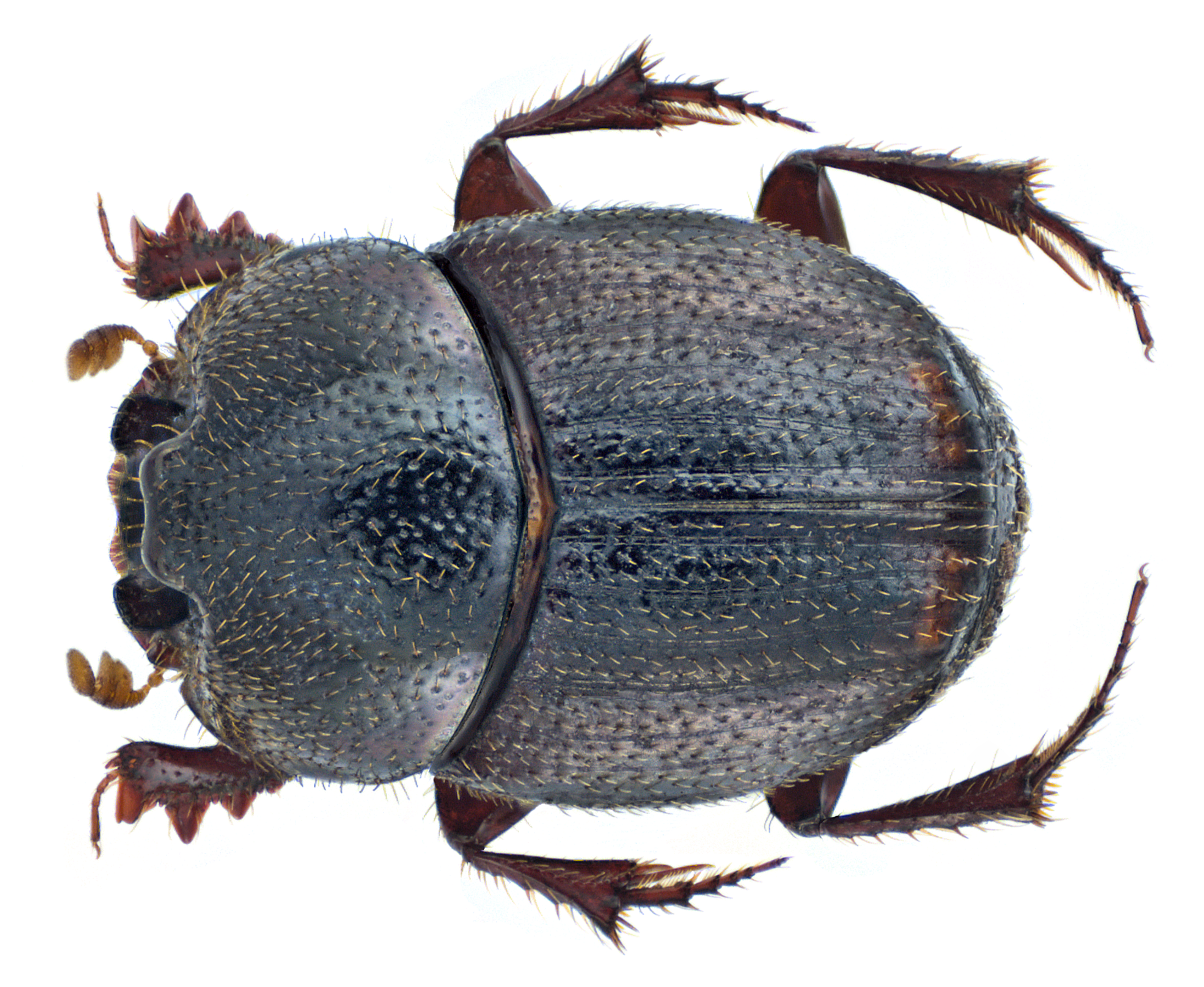

Caccobius vulcanus là một loài bọ cánh cứng trong họ Bọ hung (Scarabaeidae).